# بانوراما إف إم
بانوراما إف إم هي محطة إذاعية تابعة لمجموعة إم بي سي، أطلقت المحطة في سنة 2005، وهي تستهدف فئة الشباب في أنحاء الوطن العربي كافة. تبث الإذاعة البرامج الحوارية، بالإضافة إلى أحدث الأغاني العربية. في وقت قصير، استطاعت الإذاعة أن تملك عدداً كبيراً من المتابعين لها.

## من برامج إذاعة بانوراما إف إم
- «قصتي قصتك» تقديم وسام بريدي.[3]
- «وُلدوا من جديد» تقديم علي طالب المراني.[4]